# Stephan Täuber
Stephan Täuber (* 8. Oktober 1966 in Erlangen) ist ein ehemaliger deutscher Fußballspieler. Seine Brüder Jürgen (* 1955) und Klaus (1958–2023) spielten ebenfalls in der Fußball-Bundesliga. Sie sind damit das bisher einzige „Brüder-Trio“ im deutschen Profifußball.
1995 erreichte er mit dem VfL Wolfsburg das DFB-Pokalfinale.

## Karriere
Als Jugendspieler war Stephan Täuber für die SpVgg Erlangen und den 1. FC Nürnberg aktiv. Seine beiden Brüder spielten ebenfalls für diese Klubs.
Seine Profikarriere begann allerdings nicht in Franken, sondern im Ruhrgebiet. Täuber stand ab der Saison 1985/86 im Bundesligakader des FC Schalke 04. Seinen ersten Einsatz für Schalke hatte er erst am 1. November 1986, dem 12. Spieltag der Saison 1986/87, als man 1:5 in Kaiserslautern verlor. Nach sieben weiteren Einsätzen für Schalke wechselte er zur Saison 1987/88 in die Berliner Oberliga zu Hertha BSC. Dort stieg er am Saisonende in die 2. Bundesliga auf. In Berlin nur unregelmäßig eingesetzt, wechselte Täuber zu Jahresbeginn 1990 zum Zweitligakonkurrenten SV Darmstadt 98. In Darmstadt entwickelte er sich zu einer festen Größe, der Verein stieg aber 1993 aus der zweiten Liga ab, woraufhin Täuber nach dreieinhalb Jahren und 123 Ligaspielen zum damaligen Zweitligisten VfL Wolfsburg ging. Mit dem VfL erreichte er 1995 das Pokalfinale, was den größten Erfolg seiner Karriere darstellt. Für Täuber persönlich war die Zeit in Wolfsburg allerdings durchwachsen: Anfang 1994 musste er sich einer Operation unterziehen und fiel mehrere Monate aus.
1995 heuerte er beim Zweitliga-Aufsteiger SpVgg Unterhaching an. Nach drei Jahren beim Münchner Vorstadtklub, in denen er zum Stammpersonal gehörte, kam er nach über zehn Jahren wieder in die höchste deutsche Spielklasse, indem er 1998 zum 1. FC Nürnberg wechselte, bei dem er schon in der Jugend gespielt hatte. Es blieb allerdings bei diesem einen Jahr, da der FCN 1999 abstieg. 2000 wechselte er schließlich zu Rot-Weiß Oberhausen, wo er nach einer weiteren Spielzeit in der zweiten Liga seine Karriere beendete.

### Statistik
| Liga          | Spiele (Tore) |
| ------------- | ------------- |
| Bundesliga    | 018 0(1)      |
| 2. Bundesliga | 288 (34)      |
| Wettbewerb    |               |
| DFB-Pokal     | 016 0(0)      |

| Saison  | Verein              | Liga          | Spiele 1 | Tore |
| ------- | ------------------- | ------------- | -------- | ---- |
| 1985/86 | FC Schalke 04       | Bundesliga    | 0        | 0    |
| 1986/87 | FC Schalke 04       | Bundesliga    | 8        | 0    |
| 1987/88 | Hertha BSC          | Oberliga      | 22       | 11   |
| 1988/89 | Hertha BSC          | 2. Bundesliga | 15       | 2    |
| 1989/90 | Hertha BSC          | 2. Bundesliga | 4        | 0    |
| 1989/90 | SV Darmstadt 98     | 2. Bundesliga | 14       | 0    |
| 1990/91 | SV Darmstadt 98     | 2. Bundesliga | 36       | 8    |
| 1991/92 | SV Darmstadt 98     | 2. Bundesliga | 30       | 8    |
| 1992/93 | SV Darmstadt 98     | 2. Bundesliga | 43       | 4    |
| 1993/94 | VfL Wolfsburg       | 2. Bundesliga | 12       | 1    |
| 1994/95 | VfL Wolfsburg       | 2. Bundesliga | 15       | 1    |
| 1995/96 | SpVgg Unterhaching  | 2. Bundesliga | 32       | 3    |
| 1996/97 | SpVgg Unterhaching  | 2. Bundesliga | 32       | 2    |
| 1997/98 | SpVgg Unterhaching  | 2. Bundesliga | 33       | 3    |
| 1998/99 | 1. FC Nürnberg      | Bundesliga    | 10       | 1    |
| 1999/00 | 1. FC Nürnberg      | 2. Bundesliga | 9        | 0    |
| 2000/01 | Rot-Weiß Oberhausen | 2. Bundesliga | 13       | 2    |